# Вірусна ліцензія
Вірусна ліцензія (англ. viral license) — ліцензія, дія якої поширюється на значно більшу частину похідного твору, ніж безпосередньо на частину, взяту з початкового твору під цією ліцензією. Поширення похідних творів допустиме тоді й лише тоді, коли ліцензія похідного твору сумісна з ліцензією початкового (оригінального) твору.
Таку назву використовували противники копілефту (зокрема, з корпорації Microsoft) для GNU General Public License за аналогією з вірусами. Цим та подібними термінами вони наголошували на небажаності використання або розповсюдження коду під такою ліцензією разом із будь-яким іншим кодом.
Серед вільних ліцензій «вірусними» назвали б копілефтні ліцензії (наприклад, GNU GPL і Creative Commons Attribution-ShareAlike), проте «вірусна» ліцензія не обов'язково вільна. Наприклад:
- похідні роботи, доступні за ліцензією «Microsoft Limited Reciprocal License» (Ms-LRL), можна використовувати тільки на платформах Microsoft Windows;
- похідну роботу, що поширюється за ліцензією «Creative Commons Attribution-Noncommercial-ShareAlike» (CC BY-NC-SA, на відміну від вільної «Attribution-Share-alike»), не можна використовувати з комерційною метою.

## Історія
1989 року проєкт GNU створив ліцензію GNU General Public License, яка вимагала поширення похідних робіт лише за ліцензією GPL. Після цього в незадоволених її умовами з'явилися вирази «General Public Virus» або «GNU Public Virus» (GPV). Віце-президент Microsoft Крейг Манді говорив, що ліцензія «GPL становить загрозу для інтелектуальної власності будь-якої організації, яка використовує GPL». Стів Балмер зазначив, що код, випущений на умовах GPL, марний для комерційного сектора, тому що може використовуватися тільки в тому випадку, якщо навколишній код теж доступний за GPL. Стів Балмер назвав GPL «раковою пухлиною», яка приєднує (в інтелектуальному сенсі) все, до чого дотикається.